# Libnotes (Metalibnotes) fijiensis
Libnotes (Metalibnotes) fijiensis is een tweevleugelige uit de familie steltmuggen (Limoniidae). De soort komt voor in het Australaziatisch gebied.